# Julio Romero (político)
Julio Romero (Corrientes, Argentina, 18 de julio de 1916 - íd, 21 de agosto de 2011) fue un político argentino que ejerció el cargo de Gobernador por el justicialismo en la provincia de Corrientes desde 1973 y hasta 1976, cuando el golpe de Estado encabezado por Jorge Rafael Videla depuso a la presidenta constitucional María Estela Martínez de Perón.

## Biografía
Su familia era originaria del puerto libanés de Baalbek. Comenzó su carrera política en la Unión Cívica Radical Antipersonalista en momentos en que la provincia era gobernada por Pedro Numa Soto a comienzos de la década de 1940. En 1949 se incorporó al Partido Peronista, haciéndolo a través del general Filomeno Velazco, gobernador de la provincia entre 1949 y 1952, por cuyo sector fue electo senador provincial en 1951. Fue uno de los dirigentes más cercanos al general Juan Domingo Perón durante los comienzos del justicialismo. Además, fue presidente del Consejo Nacional del Partido Peronista, uno de los fundadores del Partido Justicialista (PJ) y consejero personal de Perón.
También, fue uno de los dirigentes que acompañaron al expresidente Perón en su regreso al país, tras 17 años de exilio, el 17 de noviembre de 1972 en el mítico vuelo chárter. Ese año presidió el Congreso partidario. En 1973, con la asunción al poder de Perón (tercera presidencia), fue elegido con más del 75% de los votos como gobernador de la provincia de Corrientes por el justicialismo (el último gobernador de estirpe peronista que tuvo Corrientes hasta la fecha). Su gestión estuvo concentrada en la educación y la ampliación al interior provincial del sistema de salud con planes de prevención de enfermedades tropicales y prestación médica barrios la construcción de 9000 viviendas. Creó, a su vez, la Editora Correntina y el diario Época, el 31 de diciembre de 1973. Fue depuesto el 24 de marzo de 1976, cuando se inició el denominado Proceso de Reorganización Nacional. Luego presidió en la clandestinidad, durante la dictadura, el PJ correntino, liderazgo que ejerció hasta 1992. Con el retorno a la democracia en 1983, cumplió un mandato como diputado nacional, entre 1987 y 1991.
Sus sobrinos, José Antonio «Pocho» Romero Feris y Raúl Rolando "Tato" Romero Feris, fueron también gobernadores de Corrientes. José Antonio ejerció la Primera Magistratura Provincial entre 1983 y 1987, mientras que Raúl Rolando lo hizo entre 1993 y 1997. A su vez, Raúl Rolando sería elegido en 1997 Intendente de la Ciudad de Corrientes, pero sería destituido en 1999 por una Intervención Federal decretada por el entonces Gobierno Nacional de Fernando De la Rua. José Antonio, por su parte, además de Gobernador fue elegido en reiteradas oportunidades como senador nacional por Corrientes.
Falleció el 21 de agosto de 2011, a los 95 años, a causa de una pulmonía, luego de permanecer internado varias semanas en el Instituto de Cardiología. Sus restos fueron velados en la Casa de Gobierno provincial y fueron inhumados el 22 de agosto en la bóveda familiar del cementerio San Juan Bautista, en la capital correntina. Se decretaron tres días de duelo provincial en su memoria.